# С. Л. против Австрии
С. Л. против Австрии (S.L. v. Austria) — дело в Европейском суде по правам человека, которое касалось возраста согласия. Австрийский закон в соответствии со статьей 209 Уголовного кодекса Австрии предусматривал более высокий возраст согласия для мужских гомосексуальных отношений, чем для других (гетеросексуальных или женских гомосексуальных) отношений. Решение суда было вынесено 9 января 2003 года.

## Предыстория
С. Л. родился в 1981 году и заявил, что был уверен в своей гомосексуальности в 15 лет. Он жил в сельской местности, где гомосексуализм по-прежнему является табу, и страдал от того, что не мог открыто проявлять гомосексуальность и до 18 лет не мог вступать в какие-либо полноценные сексуальные отношения со взрослым партнером, не опасаясь подвергнуть это лицо уголовному преследованию.
Статья 209 Уголовного кодекса (в редакции, действовавшей на тот момент) гласила: «Лицо мужского пола, которое после достижения девятнадцатилетнего возраста прелюбодействует с лицом того же пола, достигшим четырнадцати лет, но не достигшим восемнадцатилетнего возраста, наказывается лишением свободы на срок от шести месяцев до пяти лет».
10 июля 2002 года — после решения Конституционного суда — парламент отменил статью 209 и ввёл новую статью 207 b, которая предусматривает наказание за половые акты с лицом моложе шестнадцати лет, если это лицо по определённым причинам не является достаточно зрелым, чтобы понимать значение действия, и преступник пользуется этой незрелостью, или если лицо моложе шестнадцати лет находится в затруднительном положении, и преступник пользуется этой ситуацией. Эта статья применяется ко всем половым актам, независимо от того, являются ли рассматриваемые половые акты гетеросексуальными или гомосексуальными.

## Решение
Европейский суд единогласно постановил, что неравенство возраста согласия представляет собой нарушение статьи 14 в совокупности со статьей 8, а также единогласно постановил, что нет необходимости рассматривать жалобы, поданные только по статье 8.
В Суде не оспаривалось, что дело подпадает под действие статьи 8. События, последовавшие за постановлением Конституционного суда, не повлияли на статус заявителя как потерпевшего. Что касается нарушения статьи 14 в совокупности со статьей 8, Суд не нашёл решающего различия между настоящим делом и делом Сазерленд против Соединённого Королевства.
Суд изучил, было ли объективное и разумное обоснование того, почему молодые мужчины в возрастной группе от четырнадцати до восемнадцати лет нуждались в защите от любых сексуальных отношений со взрослыми мужчинами, в то время как молодые женщины в той же возрастной группе не нуждались в такой защите от отношений со взрослыми мужчинами и женщинами. Был сделан вывод о том, что в той мере, в какой статья 209 Уголовного кодекса воплощает предвзятое отношение гетеросексуального большинства к гомосексуальному меньшинству, такое негативное отношение само по себе уже не может служить достаточным основанием для дифференцированного обращения.